# Polyommatus carmon
Polyommatus carmon är en fjärilsart som beskrevs av Herrich-Schäffer 1851. Polyommatus carmon ingår i släktet Polyommatus och familjen juvelvingar. Inga underarter finns listade i Catalogue of Life.